# Kánún (hangszer)
A kánún vagy egyéb átírásokban kánun, kanun (arab: قانون , qānūn; görög : κανονάκι, kanonaki ; héber: קָנוֹן, qanon; perzsa : قانون, qānūn ; török: kanun) egy húros hangszer, amellyel önállóan vagy gyakrabban egy együttes részeként játszanak a Közel-Kelet nagy részén, Észak-Afrikában, Nyugat-Afrikában, Közép-Ázsiában és Európa délkeleti régióiban. Az arab zene és a török zene egyik fő hangszere. 

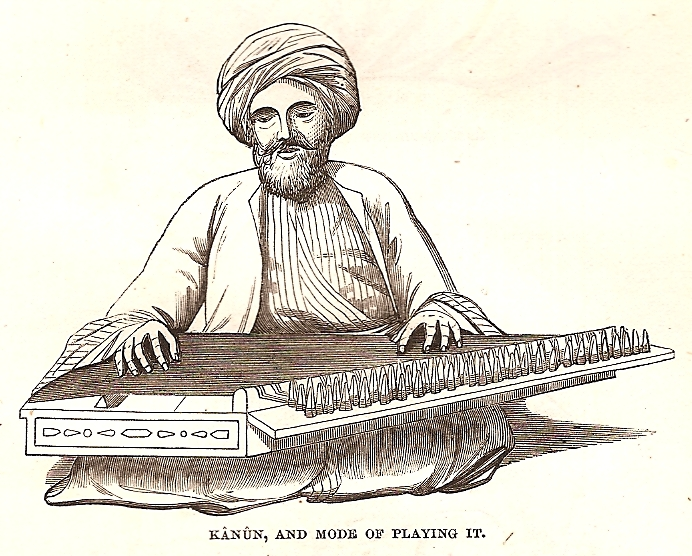
Arab kánún

Az arabul kánún-nak nevezett lapos citera a görög kánon (= mérték) szóból kapta az elnevezését. Ez a hangszer pedig a nyugati pszaltérion előzményéül szolgált. A huszonhat hármas húrját ujjal vagy plektrummal pengetik. Nem alkalmaznak hozzá fogásokat, ezért minden makámhoz át kell hangolni. 
A hangszer egyik jellegzetessége, hogy az egyes húrok gyors áthangolása játék közben is lehetséges.